# Медфорд (Орегон)
Медфорд (англ. Medford) — город и административный центр округа Джэксон в штате Орегон, США. По состоянию на 1 июля 2018 года, население города составляет 82 347 человека, в агломерации проживает 217 479 человек, что делает агломерацию Медфорда четвертой по численности населения в Орегоне. Город был назван в 1883 году Девидом Лорингом, инженером и представителем железнодорожной компании Oregon and California Railroad (англ.), в честь города Медфорд, Массачусетс, который находится рядом с родным для Девида городом Конкорд, Массачусетс. Медфорд находится рядом с переправой через Медвежий ручей.

## География
По данным Бюро переписи населения США, площадь города составляет 66,67 км², из которых 66,64 км² занимает суша и 0,03 км² - вода.
Среди близлежащих городов: Грантс-Пасс, Кламат-Фолс, Ашленд, Розберг, Реддинг (Калифорния) и Кресент-Сити (Калифорния). Медфорд находится в 369 км от Сейлема — столицы штата Орегон.

### Климат
| Показатель                                                                | Янв. | Фев. | Март | Апр. | Май  | Июнь | Июль | Авг. | Сен. | Окт. | Нояб. | Дек. | Год  |
| ------------------------------------------------------------------------- | ---- | ---- | ---- | ---- | ---- | ---- | ---- | ---- | ---- | ---- | ----- | ---- | ---- |
| Абсолютный максимум, °C                                                   | 22   | 26   | 30   | 36   | 39   | 46   | 46   | 46   | 43   | 37   | 28    | 22   | 47   |
| Средний суточный максимум, °C                                             | 9,0  | 12,3 | 15,2 | 18,1 | 23,3 | 27,5 | 33,1 | 32,8 | 29,1 | 21,2 | 12,2  | 7,8  | 20,2 |
| Средняя температура, °C                                                   | 4,7  | 6,7  | 9,1  | 11,6 | 15,8 | 19,4 | 23,9 | 23,6 | 19,8 | 13,4 | 7,3   | 4,1  | 13,3 |
| Средний суточный минимум, °C                                              | 0,3  | 1,1  | 2,9  | 5,0  | 8,3  | 11,3 | 14,8 | 14,4 | 10,7 | 5,6  | 2,4   | 0,3  | 6,4  |
| Абсолютный минимум, °C                                                    | −19  | −14  | −10  | −6   | −2   | −1   | 3    | 4    | −2   | −8   | −12   | −23  | −23  |
| Среднее число дней с осадками                                             | 13   | 11   | 12   | 11   | 8    | 4    | 2    | 2    | 3    | 7    | 14    | 14   | 103  |
| Норма осадков, мм                                                         | 69   | 50   | 46   | 38   | 34   | 17   | 6    | 8    | 12   | 31   | 66    | 90   | 468  |
| Источник: Национальное управление океанических и атмосферных исследований |      |      |      |      |      |      |      |      |      |      |       |      |      |

## Демография
По данным переписи 2010 года, насчитывалось 74 907 человек, 30 079 домашних хозяйств и 19 072 семьи, проживающие в городе. Расовый состав: 86 % белые, 0,9 % афроамериканцы, 1,2 % коренные американцы, 1,5 % азиаты, 0,5 % жители тихоокеанских островов, 6 % другие расы, 3,9 % две и более рас, 13,8 % испанцы или латиноамериканцы.
Из 30 079 домохозяйств 31,9 % имели детей в возрасте до 18 лет, проживающих с ними; 45,1 % супружеских пар, живущих вместе; 13,1 % женщин, проживающих без мужей; 5,3 % мужчин, проживающих без жён и 36,6 % не имеющих семьи. 28,9 % всех домохозяйств составляли отдельные лица, из которых 12,4 % лица в возрасте 65 лет и старше.
Возрастной состав города: 24,1 % в возрасте до 18 лет; 9 % от 18 до 24 лет; 25,4 % от 25 до 44 лет; 25,3 % от 45 до 64 лет и 16,2 % в возрасте 65 лет и старше. Средний возраст составил 37,9 лет.

## Экономика
Главной отраслью экономики Медфорда является здравоохранение. В городе располагаются два крупных медицинских центра: Rogue Regional Medical Center и Providence Medford Medical Center, в которых работают более 2 000 человек.

## Города-побратимы
- Альба, Италия[4][5]